# أل سيمز
أل سيمز هو لاعب هوكي الجليد كندي، ولد في 18 أبريل 1953 في تورونتو في كندا.

## وصلات خارجية
- أل سيمز على موقع دوري الهوكي الوطني (الإنجليزية)
- أل سيمز على موقع قاعة مشاهير الهوكي (لاعب أن.إتش.أل) (الإنجليزية)
- أل سيمز على موقع EliteProspects.com (الإنجليزية)
- أل سيمز على موقع HockeyDB.com (الإنجليزية)
- أل سيمز على موقع Hockey-Reference.com (الإنجليزية)